# Galina Sovetnikova
Galina Sovetnikova –en ruso, Галина Советникова– (14 de noviembre de 1955) es una deportista soviética que compitió en remo. Participó en los Juegos Olímpicos de Moscú 1980, obteniendo una medalla de bronce en la prueba de cuatro con timonel.

## Palmarés internacional
| Juegos Olímpicos | Juegos Olímpicos | Juegos Olímpicos  | Juegos Olímpicos   |
| Año              | Lugar            | Medalla           | Prueba             |
| ---------------- | ---------------- | ----------------- | ------------------ |
| 1980             | Moscú (URSS)     | Medalla de bronce | Cuatro con timonel |